# Kazsok
Kazsok je vas na Madžarskem, ki upravno spada pod podregijo Kaposvári Šomodske županije.